# Contre-la-montre masculin aux championnats du monde de cyclisme sur route 2002
Navigation
2001 2003
Le contre-la-montre masculin des championnats du monde de cyclisme sur route 2002 a lieu le 10 octobre 2002 autour de Zolder, en Belgique. Il est remporté par le Colombien Santiago Botero.

## Classement
|                           | Coureur                      | Pays           |    | Temps          |
| ------------------------- | ---------------------------- | -------------- | -- | -------------- |
| Médaille d'or, monde      | Santiago Botero              | Colombie       | en | 48 min 08 s 45 |
| Médaille d'argent, monde  | Michael Rich                 | Allemagne      | +  | 8 s 23         |
| Médaille de bronze, monde | Igor González de Galdeano    | Espagne        | +  | 17 s 15        |
| 4                         | László Bodrogi               | Hongrie        | +  | 25 s 53        |
| 5                         | Uwe Peschel                  | Allemagne      | +  | 33 s 76        |
| 6                         | David Millar                 | Royaume-Uni    | +  | 35 s 32        |
| 7                         | Aitor González               | Espagne        | +  | 1 min 04 s 03  |
| 8                         | Michael Rogers               | Australie      | +  | 1 min 06 s 34  |
| 9                         | Fabian Cancellara            | Suisse         | +  | 1 min 07 s 81  |
| 10                        | Raivis Belohvoščiks          | Lettonie       | +  | 1 min 15 s 42  |
| 11                        | Bogdan Bondariew             | Ukraine        | +  | 1 min 16 s 11  |
| 12                        | Marc Wauters                 | Belgique       | +  | 1 min 29 s 77  |
| 13                        | Bert Roesems                 | Belgique       | +  | 1 min 29 s 90  |
| 14                        | Filippo Pozzato              | Italie         | +  | 1 min 30 s 19  |
| 15                        | Viatcheslav Ekimov           | Russie         | +  | 1 min 30 s 34  |
| 16                        | Christophe Moreau            | France         | +  | 1 min 38 s 15  |
| 17                        | Evgueni Petrov               | Russie         | +  | 1 min 40 s 22  |
| 18                        | Manuel Quinziato             | Italie         | +  | 1 min 47 s 22  |
| 19                        | Eric Wohlberg                | Canada         | +  | 1 min 51 s 68  |
| 20                        | Roland Green                 | Canada         | +  | 2 min 07 s 49  |
| 21                        | Marius Sabaliauskas          | Lituanie       | +  | 2 min 11 s 41  |
| 22                        | Steffen Kjærgaard            | Norvège        | +  | 2 min 11 s 76  |
| 23                        | Jean Nuttli                  | Suisse         | +  | 2 min 11 s 98  |
| 24                        | Eugen Wacker                 | Kirghizistan   | +  | 2 min 14 s 61  |
| 25                        | Servais Knaven               | Pays-Bas       | +  | 2 min 17 s 81  |
| 26                        | Stuart Dangerfield           | Royaume-Uni    | +  | 2 min 17 s 89  |
| 27                        | Robert Hunter                | Afrique du Sud | +  | 2 min 19 s 36  |
| 28                        | Martin Cotar                 | Croatie        | +  | 2 min 19 s 93  |
| 29                        | Dylan Casey                  | États-Unis     | +  | 2 min 23 s 76  |
| 30                        | Georg Totschnig              | Autriche       | +  | 2 min 25 s 07  |
| 31                        | José Azevedo                 | Portugal       | +  | 2 min 25 s 08  |
| 32                        | Yuriy Krivtsov               | Ukraine        | +  | 2 min 27 s 12  |
| 33                        | Dean Podgornik               | Slovénie       | +  | 2 min 30 s 97  |
| 34                        | Víctor Hugo Peña             | Colombie       | +  | 2 min 32 s 43  |
| 35                        | Nathan O'Neill               | Australie      | +  | 2 min 44 s 64  |
| 36                        | Ondřej Sosenka               | Tchéquie       | +  | 2 min 45 s 36  |
| 37                        | Christopher Horner           | États-Unis     | +  | 2 min 52 s 67  |
| 38                        | Tomasz Brożyna               | Pologne        | +  | 2 min 53 s 91  |
| 39                        | Edgardo Simón                | Argentine      | +  | 2 min 59 s 46  |
| 40                        | Thor Hushovd                 | Norvège        | +  | 3 min 01 s 50  |
| 41                        | Benoît Joachim               | Luxembourg     | +  | 3 min 05 s 46  |
| 42                        | Sławomir Kohut               | Pologne        | +  | 3 min 10 s 14  |
| 43                        | Igor Bonciucov               | Moldavie       | +  | 3 min 10 s 73  |
| 44                        | Csaba Szekeres               | Hongrie        | +  | 3 min 12 s 83  |
| 45                        | Pedro Miguel Lopes Goncalves | Portugal       | +  | 3 min 17 s 78  |
| 46                        | Andrey Mizourov              | Kazakhstan     | +  | 3 min 25 s 94  |
| 47                        | Marcus Ljungqvist            | Suède          | +  | 3 min 53 s 02  |
| 48                        | Tiaan Kannemeyer             | Afrique du Sud | +  | 3 min 57 s 18  |
| 49                        | Magnus Bäckstedt             | Suède          | +  | 4 min 00 s 30  |
| 50                        | Jacky Durand                 | France         | +  | 4 min 02 s 42  |
| 51                        | Ján Valach                   | Slovaquie      | +  | 4 min 05 s 49  |
| 52                        | Aliaksandr Kuschynski        | Biélorussie    | +  | 4 min 05 s 69  |
| 53                        | Christian Poos               | Luxembourg     | +  | 4 min 28 s 35  |
| 54                        | Paul van Schalen             | Pays-Bas       | +  | 4 min 31 s 20  |
| 55                        | David O'Loughlin             | Irlande        | +  | 4 min 58 s 88  |
| 56                        | Mannie Heymans               | Namibie        | +  | 6 min 39 s 67  |
| 57                        | Pavel Nevdakh                | Kazakhstan     | +  | 6 min 58 s 22  |